# Nokia 1.3
Il Nokia 1.3 è uno smartphone a marchio Nokia sviluppato da HMD Global, successore del Nokia 1 Plus.
L'annuncio del dispositivo è avvenuto il 19 marzo 2020, insieme al Nokia 8.3 5G, al Nokia 5.3 e al Nokia 5310 (2020).

## Caratteristiche tecniche

### Hardware
Il Nokia 1.3 è uno smartphone con form factor di tipo slate, le cui dimensioni sono di 147.3 x 71.2 x 9.4 millimetri e pesa 155 grammi.
Il dispositivo è dotato di connettività GSM, HSPA, LTE, di Wi-Fi 802.11 b/g/n con supporto hotspot, di Bluetooth 4.2 con aptX HD ed LE, di GPS con A-GPS, BDS e GLONASS e di radio FM. Ha una porta microUSB 2.0 OTG ed un ingresso per jack audio da 3.5 mm.
Il Nokia 1.3 è dotato di schermo touchscreen capacitivo da 5,7 pollici di diagonale, di tipo IPS LCD con aspect ratio 19:9, angoli arrotondati e risoluzione HD+ 720 x 1520 pixel (densità di 295 pixel per pollice). Il frame laterale ed il retro sono in plastica.
La batteria ai polimeri di litio da 3000 mAh è removibile dall'utente.
Il chipset è un Qualcomm QM215. La memoria interna di tipo eMMC 5.1 è di 16 GB, espandibile con microSD, mentre la RAM è di 1 GB.
La fotocamera posteriore ha un sensore da 8 megapixel, dotata di autofocus, modalità HDR e flash LED, in grado di registrare al massimo video HD 720p a 30 fotogrammi al secondo, mentre la fotocamera anteriore, inserita nel notch tondo, è da 5 megapixel, con lo stesso standard massimo di registrazione video di quella posteriore.

### Software
Il sistema operativo è Android, in versione Android 10, con Android One ed Android Go (versione semplificata di Android per i dispositivi con meno di 2 GB di RAM).

## Commercializzazione
Il dispositivo è stato rilasciato ad aprile 2020, sia in versione "mono" che dual SIM.
Eric Ferrari-Herrmann di AndroidPIT ha elogiato "l'ottimo rapporto qualità-prezzo, batteria rimovibile e i due slot indipendenti per SIM e microSD" del dispositivo, criticando le "prestazioni basiche del processore e le scarse prestazioni della fotocamera".
Tom Bruce di Expert Reviews ha elogiato il dispositivo per il prezzo, il display e la qualità costruttiva, criticando la durata della batteria e le prestazioni.